# Seo Jeong-yeon
Seo Jeong-yeon (en hangul, 서정연; nacida el 23 de septiembre de 1975) es una actriz surcoreana.

## Carrera
Ha participado en series de televisión como Válido Amor (2014) y Descendientes del Sol (2016).
En 2019 se unió al elenco recurrente de la serie One Spring Night, donde interpretó a Wang Hye-jung, la dueña de la farmacia donde trabaja Yoo Ji-ho (Jung Hae-in).
En septiembre de 2019 se unió al elenco recurrente de la serie Melting Me Softly (también conocida como "Melt Me"), donde interpreta el personaje de Oh Young-sun, la esposa de Byeong-sim (Shim Hyung-tak).

## Filmografía

### Series de televisión
| Año     | Título                               | Papel                 | Canal          | Notas            | Ref.          |
| ------- | ------------------------------------ | --------------------- | -------------- | ---------------- | ------------- |
| 2011    | A Wife's Credentials                 | Kim Hyun-hee          | JTBC           |                  |               |
| 2014    | Secret Love Affair                   | ajumma                | JTBC           |                  |               |
| 2014    | Valid Love                           | Kim Boon-ja           | tvN            |                  |               |
| 2015    | Heard It Through the Grapevine       | Lee Sun-sook          | SBS            |                  |               |
| 2015    | She Was Pretty                       | Na Ji-sun             | MBC            |                  |               |
| 2015    | Bubble Gum                           | Tía de Gong-joo       | tvN            |                  |               |
| 2016    | Descendants of the Sun               | Ha Ja-ae              | KBS2           |                  |               |
| 2016    | Second To Last Love                  | Koo Tae-yeon          | SBS            |                  |               |
| 2016    | Love in the Moonlight                | Queen Soonwon         | KBS2           |                  |               |
| 2017    | Naked Fireman                        | Han Song-ja           | KBS2           |                  | [ 4 ]         |
| 2017    | Innocent Defendant                   | Kim Sun-hwa           | SBS            |                  |               |
| 2017    | Chief Kim                            | Cho Min-young         | KBS2           |                  |               |
| 2017    | How Are You Bread                    |                       | Naver TV Cast  |                  |               |
| 2017    | The Lady in Dignity                  | Park Joo-mi           | JTBC           |                  |               |
| 2017    | Live Up to Your Name                 | Jung Yi-yeon          | tvN            |                  |               |
| 2018    | Come and Hug Me                      | Chae Ok-hee           | MBC            |                  |               |
| 2018    | Feel Good to Die                     | Ahn Sun-nyeo          | KBS2           |                  | [ 5 ]         |
| 2019    | One Spring Night                     | Wang Hye-jung         | MBC            |                  |               |
| 2019    | Melting Me Softly                    | Hwang Ji-hoon         | tvN            |                  |               |
| 2020    | How Are U Bread                      |                       | Seezn          |                  |               |
| 2020    | The King: The Eternal Monarch        | Song Jung-hye         | SBS            |                  | [ 6 ]         |
| 2020    | Did We Love?                         | Jennifer Song         | JTBC           |                  |               |
| 2020    | Do You Like Brahms?                  | Cha Young-in          | SBS            |                  |               |
| 2020    | Run On                               | Entrenadora Bang      | JTBC           | Cameo, ep. 6-7   |               |
| 2021    | Nevertheless                         | Madre de Park Jae-eon | JTBC, Netflix  | Cameo, ep. 6     | [ 7 ]         |
| 2021    | High Class                           | Shim Ae-soon          | tvN            |                  |               |
| 2021    | Dali and Cocky Prince                | So Geum-ja            | KBS2           |                  | [ 8 ]         |
| 2021    | A Person Like You                    | Koo Jung-yeon         | jTBC / Netflix |                  | [ 9 ]         |
| 2021-22 | Aquel año nuestro                    | Lee Yeon-ok           | SBS            |                  | [ 10 ]        |
| 2022    | Las inclemencias del amor            | Sung Mi-jin           | jTBC           | Cameo            | [ 11 ]        |
| 2022    | The Youngest Son of a Chaebol Family | Han Kyung-hee         | jTBC           | Cameo, ep. 2 y 5 | [ 12 ]        |
| 2022-23 | El interés del amor                  | Han Jung-im           | jTBC           |                  | [ 13 ]        |
| 2022-23 | El tranvía                           | Hyun Yeo-jin          | SBS            |                  | [ 13 ]        |
| 2023    | Payback                              | Eun Ji-hee            | SBS            |                  | [ 14 ]        |
| 2023    | Mi mentiroso adorable                | Jung Yeon-mi          | tvN            |                  |               |
| 2023-24 | Como flores en la arena              | Choo Mi-sook          | ENA            |                  | [ 15 ]        |
| 2024    | El romance de medianoche en hagwon   | Choi Hyung-sun        | tvN            |                  | [ 16 ]        |
| 2024    | Good Partner                         | Kim Kyung-sook        | SBS            |                  | [ 17 ]        |
| 2025    | Un chico ejemplar                    | Jeong Mi-ja           | JTBC           |                  | [ 18 ]        |
| 2025    | Our Movie                            | Go Hye-young          | SBS            |                  | [ 19 ] [ 20 ] |
| 2025    | La jugada ganadora                   | Won-jung              | SBS            |                  |               |

### Cine
| Año  | Título             | Personaje        | Notas              |
| ---- | ------------------ | ---------------- | ------------------ |
| 2016 | In Between Seasons | Hee-yeong        |                    |
| 2017 | Midnight Runners   | Madre de Ki-joon | Aparición especial |
| 2017 | Mothers            | Seo-yeong        |                    |
| 2018 | Be with You        | Madre de Seo-bin |                    |
| 2018 | Adulthood          | Oh Jum-hee       | [ 21 ]             |
| 2019 | The Divine Fury    | Madre de Soo-jin |                    |

## Premios y nominaciones
| Año  | Premio               | Categoría               | Serie           | Resultado |
| ---- | -------------------- | ----------------------- | --------------- | --------- |
| 2018 | 6th APAN Star Awards | Mejor actriz de reparto | Come and Hug Me | Nominada  |